# Finlandia Film
Finlandia Film – fińska wytwórnia filmowa założona przez inżyniera Erika Estlandera w 1912 roku.
Estlander założył firmę z zamiarem zapewnienia Finlandii podobnego poziomu produkcji filmowej, jaki był udziałem Szwecji i Danii. Początkowo wytwórnia zajmowała się produkcją aktualności filmowych i filmów krótkometrażowych.
W 1915 Estlander zbudował studio ze szklanymi ścianami. Było to pierwsze fińskie studio zdjęciowe. Powstały w nim dwa filmy fabularne. W tym ostatni fiński film fabularny nakręcony przed zyskaniem niepodległości – Eräs elämän murhenäytelmä (pl. "Tragedia życia", reż. Konrad Tallroth). W 1916 r. Rosja zakazała wszelkiej produkcji filmowej w Finlandii. Wytwórnia przestała działać, a film Tallrotha został skonfiskowany.
W sumie podczas swojej działalności wytwórnia Finlandia Film nakręciła od 49 do ok. 60 filmów.